# نوک‌تخت زیتونی شرقی
نوک‌تخت زیتونی شرقی (نام علمی: Rhynchocyclus olivaceus) گونه‌ای از پرندگان خانواده ژیان‌مرغان است.
در بولیوی، برزیل، کلمبیا، اکوادور، گویان فرانسه، گویان، پاناما، پرو، سورینام و ونزوئلا یافت می‌شود. زیستگاه‌های طبیعی آن جنگل‌های جلگه‌ای نمناک نیمه‌گرمسیری یا گرمسیری و باتلاق‌های نیمه‌گرمسیری یا گرمسیری است.